# 森の散歩道
森の散歩道（もりのさんぽみち）は、JFNCのラジオ番組。正式タイトルは、「森の散歩道〜ヒーリング&リラクゼーション・タイム〜」。

## 概要
1997年4月放送開始。癒しとなる音楽と共に森本レオが人の心をリラックスさせる話題を紹介。ヒーリング&リラクゼーションプログラム。
30分番組だが、一部の局では短縮版の25分番組として放送されている。また、ネット局の多くが週末の朝の放送となっていた。
1997年4月から15年間にわたって放送してきたが、2012年3月をもって番組終了となった。

## 出演
- 森本レオ